# Zilling
Zilling település Franciaországban, Moselle megyében. Lakosainak száma 281 fő (2022. január 1.). Zilling Hangviller, Bourscheid, Metting, Mittelbronn, Vescheim és Wintersbourg községekkel határos.

## Népesség
A település népessége az elmúlt években az alábbi módon változott:
| Lakosok száma | 271  | 273  | 284  | 274  | 270  | 267  | 273  | 280  | 281  |
|               | 2013 | 2015 | 2016 | 2017 | 2018 | 2019 | 2020 | 2021 | 2022 |